# 瀬能優
瀬能 優（せのう ゆう、1976年4月12日 - ）は、東京都出身のストリッパー。
身長153cm、スリーサイズ はB82cm・W60cm・H86cm。血液型はA型。
なお上記の生年は2000年発行の「ザ・ストリッパー」に掲載されていたプロフィールによるもので、それ以前は1975年生まれとの説もあった。

## 略歴・人物
1996年9月16日、川崎ロック座よりデビュー。同劇場所属。
中学時代に日舞を学んでいた他、チアリーダーの経験もある。
趣味はサーフィンだが、仕事柄、肌を焼くことを禁じられているために曇った日しかできないのが悩みだそう。マイブームは猫。特技は茶道。